# Иван Борисович Ляпун
Иван Борисович по прозванию Ляпун — родоначальник дворянского рода Ляпуновых, потерявших княжеский титул. Голова и посол на службе у Василия III Ивановича и в правлении Елены Васильевны Глинской при малолетнем Иване IV Васильевиче Грозном, боярин новгородского архиепископа Пимена.
Единственный сын Бориса Семёновича Осинина по прозванию Третьяк. Дед Ивана Борисовича, Семён Борисович Осина — родоначальник дворянского рода Осинины. Он был новгородским софийским дворянином и боярином на службе новгородского архиепископа Пимена и носил прозвище Ляпун, которое унаследовал его внук Иван Борисович.

## Биография
В 1527 году послан первым послом к римскому императору Карлу V и его сыну Фердинанду II.
В 1538 году показан новгородским дворянином. В этом же году - голова (глава, он же староста) в Большом полку на берегу реки Осётр при князе Дмитрии Фёдоровиче Бельском.
В июне 1539 года вновь голова для посылок в Большом полку в Коломне. В этом же году упомянут новгородским помещиком.
В марте 1545 года участвует в Казанском походе нагорною стороною, девятым посылочным головою в седьмом полку войск правой руки при боярине и князе Д. Ф. Бельском.
Сказано, что он был в боярах у новгородского архиепископа Пимена (1552—1571), но в каком году не показано.

## Семья
От брака с неизвестной имел детей:
- Ляпунов Василий Иванович — в 1563 году по возвращении Ивана Грозного в Москву из полоцкого похода, назначен годовать вторым воеводой в Алысте.
- Ляпунов Иван Иванович — помещик Новгородской земли, имел свой двор в Новгороде. В сентябре 1562 года должен был явиться на службу в полоцкий поход. Его сын Семён Иванович приехал из Новгорода служить рязанскому князю Ивану Ивановичу (правил до июня 1519 года), за что был пожалован поместьем.
- Ляпунов Фёдор Иванович — в 1577—1578 годах голова в Ливонском походе, по завоевании Влеха, оставлен там первым осадным воеводою. Помещик Бежецкой пятины.

## Критика
В «Российской родословной книге» П. В. Долгорукова родоначальник Иван Борисович Ляпун-Осинин показан с именем Ляпун. В этом же источнике, его трое детей показаны с отчеством — Ляпунович и фамилией — Осинин. Иван Борисович Осинин, по прозвищу Ляпун, (коего не должно смешивать с Ляпуном Борисовичем Осининым, родоначальником Ляпуновых, жившим гораздо прежде его).